# Hotellings Lemma
Als Hotellings Lemma bezeichnet man in der Mikroökonomik und dort speziell in der Theorie des Unternehmens einige Eigenschaften einer Gewinnfunktion. Es impliziert insbesondere, dass sich aus der Gewinnfunktion unmittelbar die Angebotsfunktion des produzierten Gutes (Outputgutes) und die Nachfragefunktion bezüglich der eingesetzten Faktoren (Inputgüter) ergibt: Bei optimaler Produktion ergibt demnach die partielle
Ableitung der Gewinnfunktion nach dem Güterpreis die verkaufte Menge, während die partielle Ableitung nach dem jeweiligen Faktorpreis der (negative) Faktoreinsatz ist. In seinen Annahmen ging Hotelling davon aus, dass die Preise für die produzierten Güter vom Markt bestimmt werden, die Outputmenge aber vom Produzenten.
Mathematisch handelt es sich um eine Anwendung des Envelope-Theorems. Benannt ist das Lemma nach dem US-amerikanischen Statistiker und Nationalökonomen Harold Hotelling. 

## Formale Darstellung
Sei {\displaystyle p} der Preis eines Outputgutes, das aus {\displaystyle n} Inputgütern produziert wird. Die Produktion erfolgt mittels einer bestimmten Technologie, die durch die Produktionsfunktion {\displaystyle f:\mathbb {R} _{+}^{n}\rightarrow \mathbb {R} _{+}} mit {\displaystyle f=f(x_{1},\ldots ,x_{n})} repräsentiert sei; diese gibt an, welche Menge des Outputgutes maximal mittels der Faktoreinsätze {\displaystyle \mathbf {x} =(x_{1},\ldots ,x_{n})} produziert werden kann ({\displaystyle x_{i}} bezeichnet also beispielsweise die eingesetzte Menge von Inputfaktor i). Sei weiter {\displaystyle \mathbf {w} =(w_{1},\ldots ,w_{n})} der Vektor der zugehörigen Faktorpreise ({\displaystyle w_{i}} bezeichnet also beispielsweise den Preis für eine Einheit von Inputfaktor i).
Es ist nun {\displaystyle \pi (p,\mathbf {w} )} die so genannte Gewinnfunktion der Unternehmung; sie zeigt für gegebene Preise des Outputgutes und der Inputgüter an, welchen Gewinn ein Unternehmen maximal erzielen kann.
Hotellings Lemma (Hotelling 1932): Sei f wie üblich stetig, streng monoton steigend, strikt quasikonkav auf dem {\displaystyle \mathbb {R} _{+}^{n}} und gelte {\displaystyle f(\mathbf {0} )=0}. Weiterhin seien die üblichen Voraussetzungen für die Gewinnfunktion erfüllt, das heißt insbesondere {\displaystyle p\geq 0} und {\displaystyle \mathbf {w} \in \mathbb {R} ^{n}\setminus \{\mathbf {0} \}}. Sei f darüber hinaus sogar strikt konkav auf dem {\displaystyle \mathbb {R} _{+}^{n}}. Dann gilt:
1. {\displaystyle {\frac {\partial \pi (p,\mathbf {w} )}{\partial p}}=y(p,\mathbf {w} )} und
2. {\displaystyle {\frac {\partial \pi (p,\mathbf {w} )}{\partial w_{i}}}=-x_{i}(p,\mathbf {w} )} für alle {\displaystyle i=1,\ldots ,n}

## Herleitung
Man nehme leicht vereinfachend sofort an, dass die Nebenbedingung im Optimierungsproblem für die Gewinnfunktion mit Gleichheit erfüllt ist, das heißt, dass {\displaystyle y=f(\mathbf {x} )}. Freilich könnte man das Lemma auch ohne diese Einschränkung beweisen, das Ergebnis ist jeweils äquivalent (denn es würde ohnehin gezeigt, dass die gesamte produzierte Menge auch angeboten wird).
Definiere {\displaystyle g(\mathbf {x} ;p,\mathbf {w} )=p\cdot f(\mathbf {x} )-\mathbf {w} \cdot \mathbf {x} }. Gegeben sei das Problem {\displaystyle \max _{\mathbf {x} }g(\mathbf {x} ;p,\mathbf {w} )} mit der Lösung {\displaystyle \mathbf {x} ^{*}(p,\mathbf {w} )}. Die Optimalwertfunktion hiervon ist {\displaystyle v(p,\mathbf {w} )\equiv g\left[\mathbf {x} ^{*}(p,\mathbf {w} );p,\mathbf {w} \right]} und also {\displaystyle v(p,\mathbf {w} )=\pi (p,\mathbf {w} )}. Gemäß Envelope-Theorem ist demnach auch
{\displaystyle {\frac {\partial \pi (p,\mathbf {w} )}{\partial p}}=\left.{\frac {\partial g(\mathbf {x} ;p,\mathbf {w} )}{\partial p}}\right|_{\mathbf {x} =\mathbf {x} ^{*}(p,\mathbf {w} )}}
(die Voraussetzungen des Theorems gewährleisten hier jeweils die erforderliche Differenzierbarkeit), das ist aber gerade (wie unmittelbar aus der Definition von {\displaystyle g} ersichtlich) gleich {\displaystyle y}, q. e. d.
Analog ist auch, für alle {\displaystyle i},
{\displaystyle {\frac {\partial \pi (p,\mathbf {w} )}{\partial w_{i}}}=\left.{\frac {\partial g(\mathbf {x} ;p,\mathbf {w} )}{\partial w_{i}}}\right|_{\mathbf {x} =\mathbf {x} ^{*}(p,\mathbf {w} )}},
was wiederum {\displaystyle -x_{i}} entspricht, q. e. d.